# Vlag van Thailand
De nationale vlag van Thailand bestaat uit vijf horizontale strepen in de kleuren rood, wit, blauw, wit en rood. De middelste blauwe strook is tweemaal zo breed als de andere vier. De drie kleuren rood, wit en blauw symboliseren achtereenvolgens de natie, de godsdienst en de koning. De vlag werd officieel in gebruik genomen op 28 september 1917. De Thaise naam voor de vlag is ธงไตรรงค์ (Thong Trairong), wat driekleurige vlag betekent.
De vlag lijkt op de vlag van Costa Rica,  maar dan met het blauw en rood omgekeerd. Om verwarring te voorkomen, plaatst Costa Rica vaak haar wapenschild op de vlag.

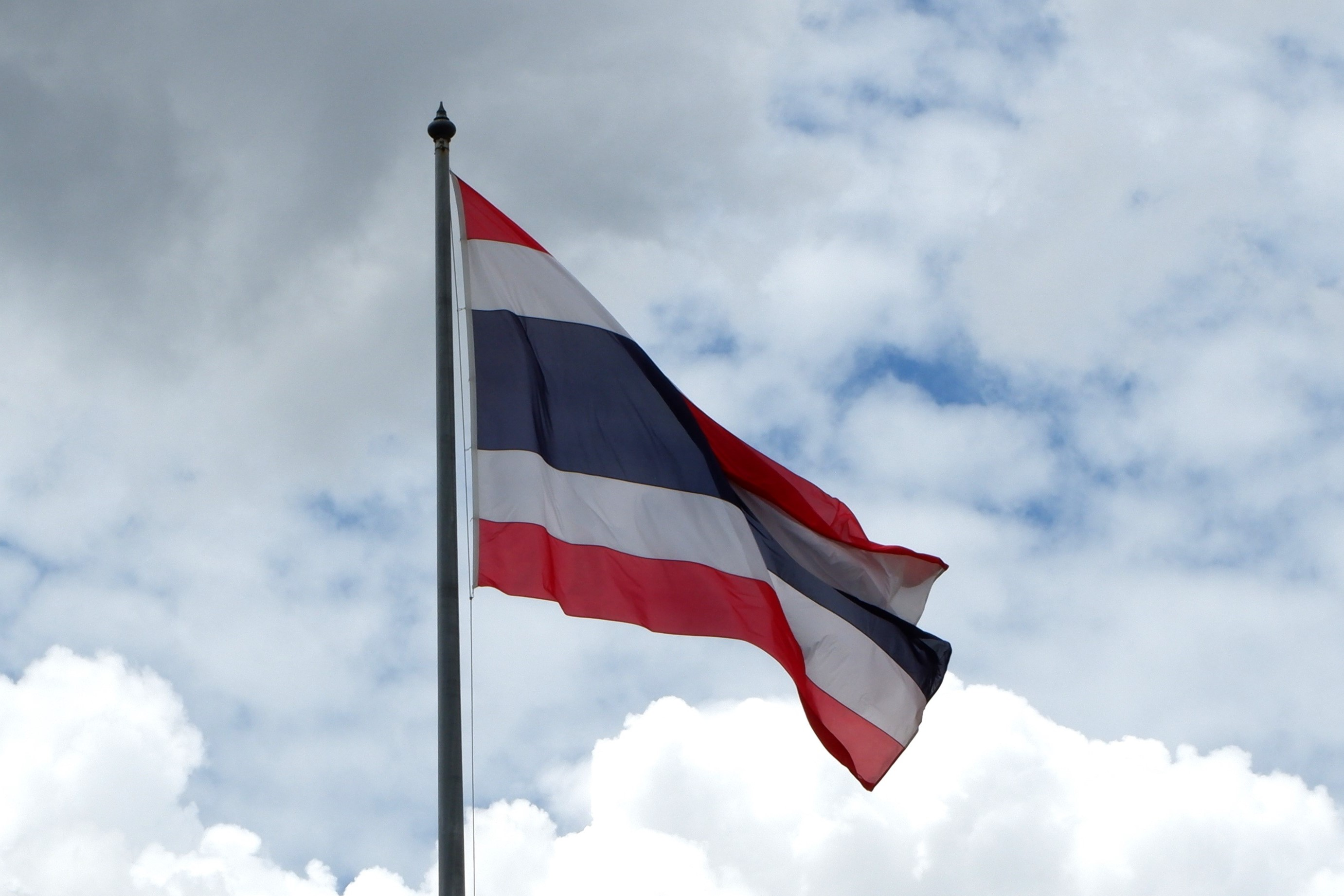
De vlag van Thailand wapperde voor het Ministerie van Defensie in 2019

## Historische vlaggen
De eerste vlag die waarschijnlijk gebruikt werd voor Thailand (toen Siam geheten), was de egaal rode vlag die men in het regeringstijdperk van koning Narai (1656-1688) ging gebruiken. Volgens sommige bronnen werden er later uiteenlopende symbolen op de rode vlag geplaatst, zoals een wit wiel (de zogeheten chakra, een boeddhistisch symbool dat nu te zien is op de Indiase vlag), een witte cirkel met een zon erin of een witte olifant in een chakra. Het gebruik van al deze vlaggen was echter niet officieel.
De eerste officiële vlag werd in 1855 in gebruik genomen door koning Rama IV. Deze vlag toonde een witte olifant (een koninklijk symbool) op een rode achtergrond. In 1916 werd het ontwerp veranderd tot de huidige vlag, maar dan met een rode in plaats van een blauwe middelste band. Het verhaal gaat dat deze vlag werd ingevoerd, omdat koning Rama VI eens bij een overstroming de vlag met de olifant op zijn kop zag hangen, hetgeen hij als een vernedering zag. Om dat te voorkomen, ontwierp hij de symmetrische rood-wit-rood-wit-rode vlag.
De vlag die in 1916 werd aangenomen, werd in 1917 alweer veranderd: de rode band werd door een blauwe vervangen. Volgens sommige bronnen gebeurde dit omdat blauw de kleur is van de vrijdag, de dag waarop Rama VI was geboren. Andere bronnen stellen dat deze verandering een blijk van solidariteit met de Geallieerden in de Eerste Wereldoorlog was. Deze vlag is nog steeds in gebruik.

? Dienstvlag van Siam, c. 1700-1782 en civiele vlag van Siam, c.1700-1855
? Dienstvlag van Siam, 1782-1855
? Dienstvlag van Siam, 1817-1855
? Vlag van Siam, 1855-1916
? Civiele vlag van Siam, 1916-1917